# Johann Isaak Pontanus

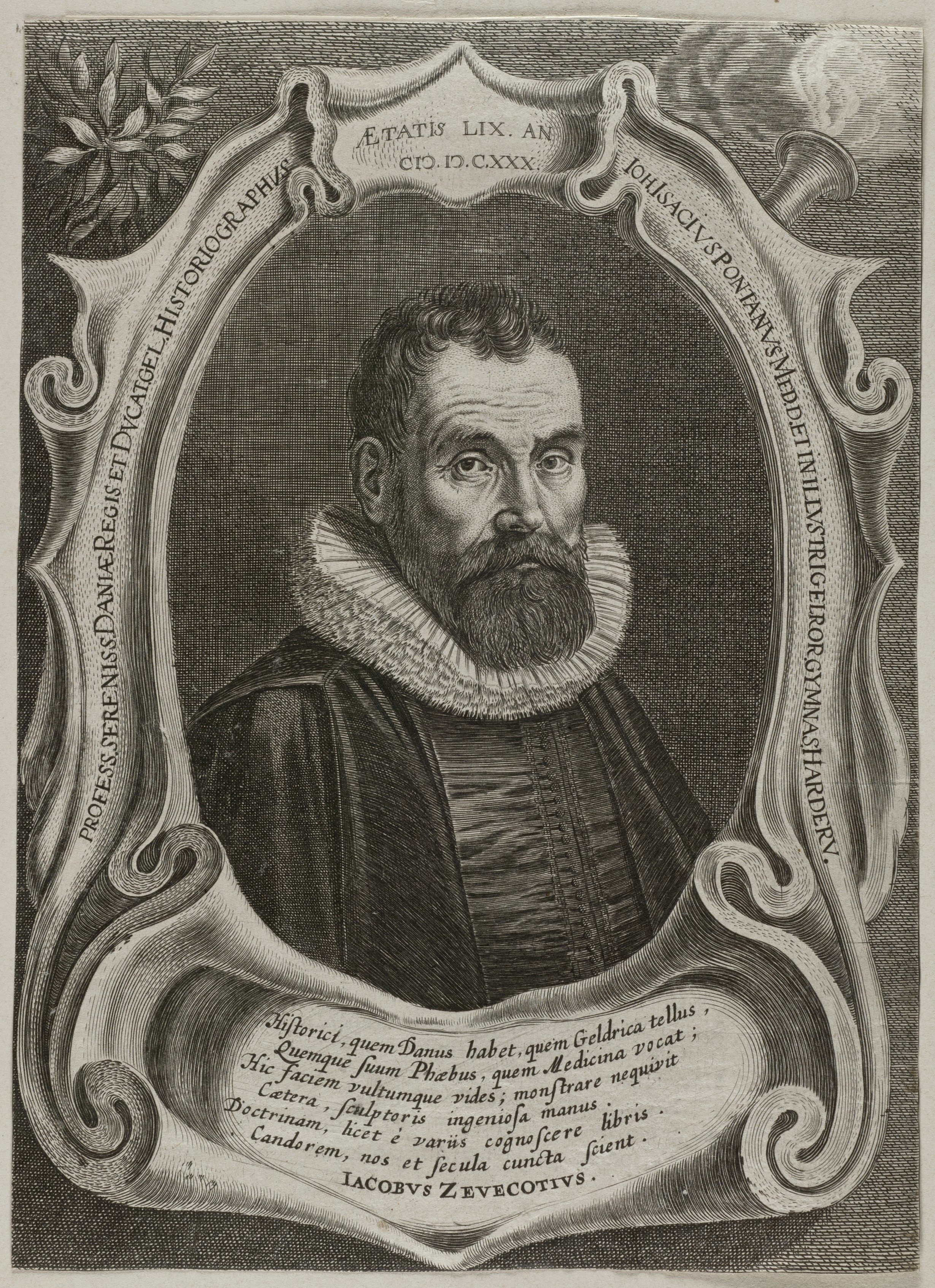
Joannes Pontanus

Johann Isaak Pontanus (* 21. Januar 1571 bei Helsingør; † 7. Oktober 1639 in Harderwijk) war ein niederländisch-dänischer Geschichtsschreiber.

## Leben
Johann war der Sohn des niederländischen Kaufmanns und Diplomaten Isaak Peterssohn Pontanus († 1615 in Dänemark). Bei einer Seereise nach Dänemark wurde er unweit von  Helsingør geboren. Nach dem Besuch der Schule von Amsterdam, begann er am 3. Mai 1589 ein medizinisches Studium an der Universität Franeker. Jedoch um dieses absolvieren zu können, benötigte er zuerst eine Ausbildung in den philosophischen Wissenschaften. Hierzu wendete er sich im Sommersemester 1590 an die Universität Jena, wechselte im Sommersemester 1590 an die Universität Leipzig und schrieb sich am 4. Oktober 1591 in die Matrikel der Universität Wittenberg ein.
In Wittenberg erwarb er sich am 21. März 1591 den akademischen Grad eines Magisters der Philosophie und zog am 17. September 1592 an die Universität Leiden, um seine philosophischen Studien fortzusetzen. 1593 unternahm er eine Kavaliersreise nach Rom. Auf seiner Rückreise besuchte er verschiedene Gelehrte in Augsburg, München, Ingolstadt und Frankfurt/Main. In die Niederlande zurückgekehrt, erfasste ihn erneut das Reisefieber. So gelangte er nach Dänemark, wo er die Bekanntschaft von Tycho Brahe und anderen dänischen Gelehrten jener Zeit machte. 1596 zog es ihn nach England, wo er Canterbury, Oxford und Cambridge frequentierte.
Nach weiteren Studien an der Universität Heidelberg begab er sich an die Universität Basel, wo er am 23. August 1601 zum Doktor der Medizin promovierte. 1606 wurde er Gymnasialprofessor für Mathematik und Metaphysik am Gymnasium Illustre in Harderwijk. Als solcher trat er als Historiker der dänischen und niederländischen Geschichtsschreibung hervor. Zudem verfasste er verschiedene Abhandlungen zu römischen Autoren des Altertums. Pontanus wird aufgrund seiner geschichtswissenschaftlichen exakten Arbeiten, als Wegbereiter der niederländischen an Fakten orientierten Geschichtswissenschaften angesehen.

## Werke
- Analectorum libri III. Rostock, 1599;
- Historia urbis et rerum Amstelodamensium historia. Amsterdam, 1611;
- Disceptationes chorographicae de Rheni divortiis atque otiis eorumque accolis adversus Phil. Cluvertium. Amsterdam, 1614;
- Originum Francicarum libri VI. Harderwijk, 1616;
- Observationes in Tractatum de globis, caelisti et terrestri auclore Rob. Huesi, Anglo. Amsterdam, 1617; Amsterdam, 1624; Oxford, 1663;
- Disputationes chorographicae adversus Phil. Cluverium. Harderwijk, 1617;
- Noviomagum Gelriae ducatus urbs primaria. Harderwijk, 1628;
- De Pygmæis. Harderwijk, 1629;
- Rerum Danicarum historia usque ad domum Oldenburgicam deducta.  Bd. 1, Amsterdam, 1631; Bd. 2, Flensburg, 1737;
- Poematum libri VI. Amsterdam, 1631;
- Discussionum historicarum libri II, quibus praecipue quatenus et quodnam mare liberum vel non liberum clausumque accipiendum, discipitur expenditurque. Harderwijk, 1637;
- Historiae Gelriae ad annum 1581 libri XIV. Harderwijk, 1639;
- XIV. Boeken Van De Geldersse Geschiedenissen. Arnhem, 1653 (Digitalisat)